# Cosenza Calcio
O Cosenza Calcio S.r.l., mais conhecido como Cosenza, é um clube de futebol italiano com sede na cidade de Cosença. Ele joga na Serie C, a terceira divisão do futebol italiano.
O clube foi fundado em 18 de novembro de 1912 (o início da atividade competitiva documentada remonta a 23 de fevereiro de 1914) e começou a participar do sistema de ligas da Itália em 1927. Desde 1964, o Cosenza joga suas partidas no Stadio San Vito-Gigi Marulla, uma instalação com capacidade para receber 24.209 espectadores.
O Cosenza conta com 23 participações na Série B, categoria em que se estreou em 1946–47 e em que obteve o seu resultado máximo em 1991–92, terminando em quinto lugar na classificação geral, a três pontos da subida ao topo e no campeonato de 1988–89 com o quarto lugar que mais tarde se tornou sexto na classificação destacada.

## Elenco
Atualizado em 4 de dezembro de 2024. 

## História
Originariamente fundado em 18 de novembro de 1929 (algumas fontes erradas datam de fevereiro de 1914) as quis dizem falsamente de uma partida do Cosenza contra o Catanzaro. Porem verdadeiramente o Cosenza dispulta em 1929 seus primeiros jogos.
Desde 1964 o Cosenza dispulta seus jogos no estádio Stadio San Vito, estádio com capacidade para 27.879 espectadores.
O Cosenza conta com 20 participações na Serie B, categoria na qual há conquistado o seu maximo resultado na Serie B 1988-1989 terminando na 4º posição na classificação, e a vitoria de uma Coppa Anglo-Italiana em 1983.
A equipe, precedentemente conhecida como Nuova Cosenza Calcio foi fundada no estatuto de 2011 é presiedida de Eugenio Guarascio apos a primeira refundação do Cosenza historico, que terminou as suas atividades em 1982. O Cosenza mantem uma rivalidade historica com o US Catanzaro clube que leva o nome da cidade vizinha.